# ヨアキム
ヨアキム（Joachim）は、古い伝承によれば聖母マリアの父、妻はアンナ。ユダ族の出身で、ダビデ王の家系に属する。聖人崇敬を行う全ての教派で聖人とされる。ヨアキムはヘブライ語男性名エホヤキム（「ヤハウェは起き上がらせてくださる」という意味）がギリシア語化したもの。正教会・カトリック教会・聖公会で聖人。
尚、ルカによる福音書3章に依拠して、ヨアキムではなく、エリをマリアの父と見做す説も存在する。こちらはプロテスタントの一部等で支持されている。
新約聖書外典『原ヤコブ福音書』によれば、ヨアキムとアンナは信心深い夫婦であったが、二人には老齢になる迄子供が出来なかった。二人は毎年エルサレム神殿への参拝を欠かさなかったが、ある年、彼らの子供の無いことを讒言された祭司が、子孫を残す神への義務を怠っているとし、別伝では子供が無いことを神の怒りの顕れであるとして、ヨアキムの捧げ物を拒否した。ヨアキムとアンナは深く悲しみ、ヨアキムは荒野で40日の断食をして痛悔し、子供を授かることを祈ると共に、授かった子供は必ず神に捧げることを誓った。すると天使がヨアキムの下に現れて、彼の祈りが聴き届けられたことを告げ、結果、アンナは老齢であったにもかかわらず懐妊し、女児が生まれた。これがマリアである。マリアが三歳になると、二人は誓い通りマリアを神殿へ入らせ神に仕えさせた。
この伝承は東方教会では早くから受け入れられ、マリアの誕生と神殿への奉献はそれぞれ祭典とされた。正教会では、それぞれ生神女誕生祭・生神女進堂祭としてキリスト教の十二大祭の内の一つである。西方では当初、上記の伝承は受け入れられなかったが、その後西方でもこれらの伝承に基づく祭りが行われるようになった。また、『黄金伝説』にも、ヨアキムについての伝承が記録されており、後にトリエント公会議において、聖書外典に取材した伝承の描写が制限されるまでは、中世を通じて西ヨーロッパでも好んで描かれた。
正教会での称号は「神の祖父」。公祈祷とりわけ聖体礼儀の終結において必ず記憶される聖人の一人であり、妻アンナと共に「神の祖父母ヨアキムとアンナ」として記憶されている。またカトリックにおいても、聖人の連祷の場では必ず言及される。

## 変化形
ヨアヒム（ドイツ語、オランダ語）、ホアキン（スペイン語）、ジョアシャン（フランス語）、ジョアッキーノ（イタリア語）、ヨアキム（北欧諸国、南部ドイツ語）、キム（インターネット以降）等が有る。